# Enewetak Auxiliary Airfield
Enewetak Auxiliary Airfield är en flygbas i Marshallöarna.   Den ligger i kommunen Enewetak, i den västra delen av Marshallöarna, 1 100 km väster om huvudstaden Majuro. Enewetak Auxiliary Airfield ligger 7 meter över havet. Den ligger på ön Enewetak.
Terrängen runt Enewetak Auxiliary Airfield är mycket platt.